# Арі Мішель Тауб
Арі Мішель Тауб (англ. Ari Michael Taub; нар. 19 січня 1971, Монреаль, Квебек) — канадський борець греко-римського стилю, срібний та дворазовий бронзовий призер Панамериканських чемпіонатів, бронзовий призер Панамериканських ігор, чемпіон Співдружності, учасник Олімпійських ігор.

## Життєпис
Боротьбою почав займатися з 1986 року.
Виступав за борцівський клуб «Dinos» Калгарі. Тренер — Пол Рагуса (з 2006).

## Спортивні результати на міжнародних змаганнях

### Виступи на Олімпіадах
| Змагання                    | Збірна | Вагова категорія                  | Місце |
| --------------------------- | ------ | --------------------------------- | ----- |
| Літні Олімпійські ігри 2008 | Канада | греко-римська боротьба, до 120 кг | 15    |

### Виступи на Чемпіонатах світу
| Змагання                        | Збірна | Вагова категорія                  | Місце |
| ------------------------------- | ------ | --------------------------------- | ----- |
| Чемпіонат світу з боротьби 1991 | Канада | вільна боротьба, до 100 кг        | 17    |
| Чемпіонат світу з боротьби 2005 | Канада | вільна боротьба, до 120 кг        | 20    |
| Чемпіонат світу з боротьби 2005 | Канада | греко-римська боротьба, до 120 кг | 26    |
| Чемпіонат світу з боротьби 2006 | Канада | греко-римська боротьба, до 120 кг | 20    |
| Чемпіонат світу з боротьби 2007 | Канада | греко-римська боротьба, до 120 кг | 23    |

### Виступи на Панамериканських чемпіонатах
| Змагання                                   | Збірна | Вагова категорія                  | Місце  |
| ------------------------------------------ | ------ | --------------------------------- | ------ |
| Панамериканський чемпіонат з боротьби 1992 | Канада | вільна боротьба, до 100 кг        | Срібло |
| Панамериканський чемпіонат з боротьби 2006 | Канада | вільна боротьба, до 120 кг        | 5      |
| Панамериканський чемпіонат з боротьби 2006 | Канада | греко-римська боротьба, до 120 кг | Бронза |
| Панамериканський чемпіонат з боротьби 2007 | Канада | греко-римська боротьба, до 120 кг | Бронза |
| Панамериканський чемпіонат з боротьби 2008 | Канада | греко-римська боротьба, до 120 кг | 7      |

### Виступи на Панамериканських іграх
| Змагання                  | Збірна | Вагова категорія                  | Місце  |
| ------------------------- | ------ | --------------------------------- | ------ |
| Панамериканські ігри 2007 | Канада | греко-римська боротьба, до 120 кг | Бронза |

### Виступи на Чемпіонатах Співдружності
| Змагання                                | Збірна | Вагова категорія                  | Місце  |
| --------------------------------------- | ------ | --------------------------------- | ------ |
| Чемпіонат Співдружності з боротьби 2007 | Канада | греко-римська боротьба, до 120 кг | Золото |

### Виступи на інших змаганнях
| Змагання                                                        | Збірна | Вагова категорія                  | Місце  |
| --------------------------------------------------------------- | ------ | --------------------------------- | ------ |
| Олімпійський кваліфікаційний турнір з боротьби 2004 (Новий Сад) | Канада | греко-римська боротьба, до 120 кг | 26     |
| Олімпійський кваліфікаційний турнір з боротьби 2004 (Ташкент)   | Канада | греко-римська боротьба, до 120 кг | 13     |
| Міжнародний меморіал Дейва Шульца 2005                          | Канада | вільна боротьба, до 120 кг        | Бронза |
| Гран-прі Німеччини з боротьби 2005                              | Канада | вільна боротьба, до 120 кг        | 5      |
| Турнір Дана Колова — Николи Петрова 2007                        | Канада | греко-римська боротьба, до 120 кг | 7      |
| Гран-прі Німеччини з боротьби 2008                              | Канада | греко-римська боротьба, до 120 кг | 8      |

### Виступи на змаганнях молодших вікових груп
| Змагання                                      | Збірна | Вагова категорія           | Місце |
| --------------------------------------------- | ------ | -------------------------- | ----- |
| Чемпіонат світу з боротьби серед кадетів 1987 | Канада | вільна боротьба, до 95 кг  | 5     |
| Чемпіонат світу з боротьби серед молоді 1991  | Канада | вільна боротьба, до 100 кг | 5     |